# صبغة الكربون
صبغة الكربون (بالإنجليزية: Carbon stain)‏ هو حالة جلدية تتميز بتلون الجلد نتيجة وجود الكربون ويحدث غالبا في الأطفال نتيجة للمفرقعات أو الألعاب النارية أو جروح بواسطة طرف قلم رصاص، والتي قد تترك أثرا أسود اللون في مكان الإصابة وقد يحدث فيها التباس مع الورم الميلانيني.:47